# New Holland (Illinois)
New Holland – wieś w Stanach Zjednoczonych, w stanie Illinois, w hrabstwie Logan.